# 武村秀夫
武村 秀夫（たけむら ひでお、1946年？ - ）は、日本の元ラグビー選手及び指導者。現役時代のポジションはフルバック(FB)。旧姓：鈴木。

## 来歴
法政一高から法政大学（以下、法大）へと進む。在籍当時、早稲田大学とともに、早法時代と呼ばれた同チーム黄金時代の一翼を担い、2年のときに出場した第4回全国大学ラグビーフットボール選手権大会ではフルバックとして優勝メンバーの一員に名を連ねた。
その後、東京都新宿区にある長善寺の住職を務める傍ら、当時法大監督だった島崎文治の下でコーチを務めていたが、1992年、島崎と入れ替わる形で監督に就任し、島崎はコーチとなった。
同年度の関東大学ラグビーリーグ戦で、前年度優勝の大東文化大学に対し、低い姿勢から入るタックルがことごとく決まる展開がモノをいい、接戦の末、12-10で撃破。この勝利で勢いづいた法大は、8年ぶりに同リーグ戦優勝を果たした。
その後、全国大学ラグビーフットボール選手権準決勝で対戦した、同大会2連覇中の明治大学に対し、42-18と圧勝。決勝ではかつての宿敵、早稲田と対戦。逆転また逆転というめまぐるしい試合内容となったが、ノーサイド直前、当時1年生だった藤原和也の右腕一本のトライが決まって30-27で撃破し、25年ぶりの大学日本一をもたらした。
のちに、上記の住職の他、法大生命科学部教授、日本ラグビーフットボール協会大学部門長、関東ラグビーフットボール協会理事、関東ラグビーフットボール協会大学委員長の職に就いた。